# Communauté de communes Limagne d’Ennezat
Die Communauté de communes Limagne d’Ennezat ist ein ehemaliger französischer Gemeindeverband mit der Rechtsform einer Communauté de communes im Département Puy-de-Dôme in der Region Auvergne-Rhône-Alpes. Sie wurde am 24. Dezember 1993 gegründet und umfasste 14 Gemeinden. Der Verwaltungssitz befand sich im Ort Ennezat.

## Historische Entwicklung
Mit Wirkung vom 1. Januar 2017 fusionierte der Gemeindeverband mit  
- Riom Communauté und
- Communauté de communes Volvic Sources et Volcans

und bildete so die Nachfolgeorganisation Communauté de communes Riom Limagne et Volcans.

## Ehemalige Mitgliedsgemeinden
1. Chappes
2. Chavaroux
3. Clerlande
4. Ennezat
5. Entraigues
6. Lussat
7. Malintrat
8. Les Martres-d’Artière
9. Martres-sur-Morge
10. Saint-Beauzire
11. Saint-Ignat
12. Saint-Laure
13. Surat
14. Varennes-sur-Morge